# Рафінья
Марсіо Рафаел Феррейра де Соуза (порт. Márcio Rafael Ferreira de Souza, нар. 7 вересня 1985, Лондрина), відомий за прізвиськом Рафінья (порт. Rafinha) — бразильський футболіст, захисник клубу «Фламенгу».
Виступав, зокрема, за клуби «Шальке 04», «Дженоа» та «Баварію», а також національну збірну Бразилії.
Дворазовий чемпіон Німеччини. Володар Кубка Німеччини. Володар Суперкубка Німеччини. Переможець Ліги чемпіонів УЄФА. Володар Суперкубка УЄФА. 

## Клубна кар'єра

### «Корітіба»
Народився 7 вересня 1985 року в місті Лондрина. Вихованець футбольної школи місцевого однойменного клубу.
У дорослому футболі дебютував 2004 року виступами за команду клубу «Корітіба», в якій провів два сезони, взявши участь у 37 матчах чемпіонату. 

### «Шальке 04»
Своєю грою за цю команду привернув увагу представників тренерського штабу клубу «Шальке 04», до складу якого приєднався 2005 року. Відіграв за клуб з Гельзенкірхена наступні п'ять сезонів своєї ігрової кар'єри. Більшість часу, проведеного у складі «Шальке», був основним гравцем захисту команди.

### «Дженоа»
2010 року уклав контракт з ітілійським «Дженоа», у складі якого провів наступний рік своєї кар'єри гравця. Граючи у складі «Дженоа» також здебільшого виходив на поле в основному складі команди.

### «Баварія»
До складу мюнхенської «Баварії» приєднався 2011 року. Відтоді встиг відіграти за мюнхенський клуб 179 матчів в національному чемпіонаті, в яких забив 5 голів, стати переможцем Ліги чемпіонів сезону 2012/13, 7 разів виграти чемпіонат Німеччини та 4 рази стати володарем кубку. Влітку 2019 року залишив німецький гранд по завершенню контракта.

### «Фламенгу»
10 червня 2019 року офіційний сайт бразильського футбольного клубу «Фламенгу» повідомив про підписання Рафіньї на правах вільного агента. Контракт розраховано на 2 роки. 

## Виступи за збірні
Протягом 2002–2005 років  залучався до складу молодіжної збірної Бразилії. На молодіжному рівні зіграв у 8 офіційних матчах, забив 2 голи.
2008 року  захищав кольори олімпійської збірної Бразилії. У складі цієї команди провів 8 матчів. У складі збірної — учасник  футбольного турніру на Олімпійських іграх 2008 року у Пекіні, на якому команда здобула бронзові олімпійські нагороди.
2008 року дебютував в офіційних матчах у складі національної збірної Бразилії. Відтоді провів у формі головної команди країни лише 4 матчі.

## Титули і досягнення

### За Клуб
- Чемпіон Німеччини (7):

«Баварія»:  2012–13, 2013–14, 2014–15, 2015–16, 2016–17, 2017–18, 2018–19
- Володар Кубка Німеччини (4):

«Баварія»:  2012–13, 2013–14, 2015–16, 2018–19
- Володар Суперкубка Німеччини (4):

«Баварія»:  2012, 2016, 2017, 2018
- Переможець Ліги чемпіонів УЄФА (1):

«Баварія»:  2012–13
- Володар Суперкубка УЄФА (1):

«Баварія»:  2013
- Переможець Клубного чемпіонату світу з футболу (1):

«Баварія»: 2013
- Чемпіон Бразилії (1):

«Фламенгу»:  2019
- Володар кубка Лібертадорес (1):

«Фламенгу»:  2019
- Володар Рекопи Південної Америки (1):

«Фламенгу»: 2020
- Володар Суперкубка Бразилії (2):

«Фламенгу»: 2020
«Сан-Паулу»: 2024
- Володар Кубка Греції (1):

«Олімпіакос»: 2019–20
- Володар Кубка Бразилії (1):

«Сан-Паулу»: 2023

### За збірну
- Бронзовий призер Олімпійських ігор (1):

2008